# Abderrahmane Boutrig
 (mars 2020).
Abderrahmane Boutrig, né le 10 décembre 1980 à Boufarik dans la wilaya de Blida, est un footballeur algérien. Il a évolué au poste de gardien de but.

## Palmarès
- Finaliste de la Coupe d'Algérie en 2009 avec le CA Bordj Bou Arreridj.